# Скандал с «Типот Доум»

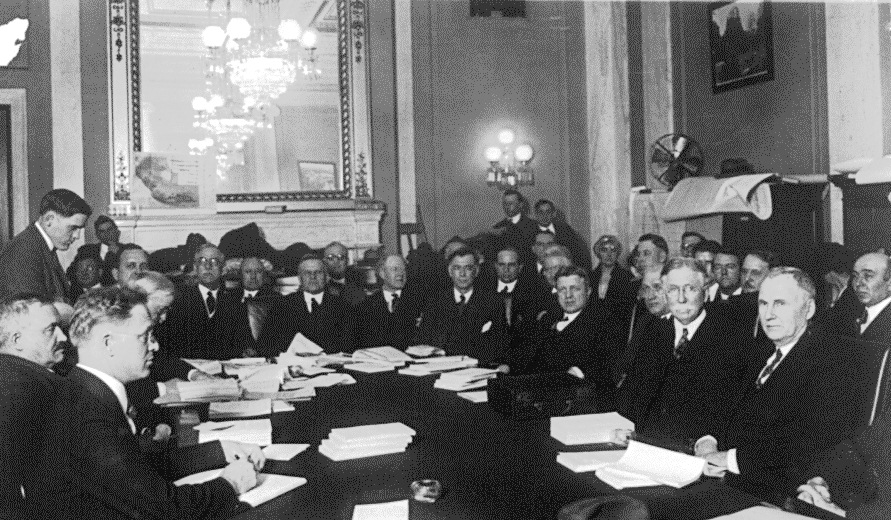
Нефтяной бизнесмен Эдвард Доэни (за столом, второй справа) дает показания перед Сенатским комитетом, расследующим сделку по аренде нефти «Типот Доум», 1924 год

Скандал с «Типот Доум» (англ. Teapot Dome) — скандал со взяточничеством, связанный с администрацией 29-го Президента США Уоррена Гардинга с 1921 по 1923 год. Министр внутренних дел США Элберт Фолл передал в аренду частным нефтяным компаниям запасы нефти Военно-морского флота США в месторождении «Типот Доум», а также два объекта в Калифорнии по низким ценам без проведения конкурентных торгов. Договоры аренды стал предметом расследования, проведённого сенатором Томасом Уолшем. Осуждённый за получение взяток от нефтяных компаний, Фолл стал первым членом президентского кабинета, отправившимся в тюрьму; но никто так и не был осуждён собственно за дачу взяток.
До Уотергейтского скандала «Типот Доум» считался «величайшим и наиболее сенсационным скандалом в истории американской политики». Он безвозвратно подорвал репутацию администрации Гардинга, и без того серьёзно пострадавшую из-за Великой железнодорожной забастовки 1922 года и наложенного Президентом вето на законопроект о премиях. Впоследствии Конгресс принял закон, действующий и по сей день, который наделяет Конгресс полномочиями по вызову в суд в отношении налоговых записей любого гражданина США, независимо от занимаемой должности. Считается, что эти законы также наделили Конгресс полномочиями в целом.

## История

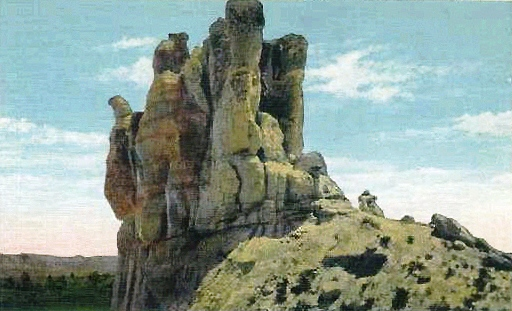
«Типот Доум» времен скандала (с открытки 1922 года)

В начале XX века военно-морской флот США в основном получал мазут путём сжижения угля. Чтобы гарантировать, что у военно-морского флота всегда будет достаточно топлива, президент Тафт определил несколько нефтедобывающих районов в качестве запасов нефти. В 1921 году Президент США Гардинг издал исполнительный указ о передаче контроля от Военно-морского министерства США к Министерству внутренних дел США над нефтяным месторождением «Типот Доум» и нефтяными месторождениями Элк-Хиллз и Буэна-Виста в округе Керн. Однако исполнение указа не было реализовано до следующего года, пока Фолл не убедил министра ВМС Эдвина Денби выполнить указ.
Фолл передал права на добычу нефти в «Типот Доум» Гарри Синклеру из Mammoth Oil, дочерней компании Sinclair Oil Corporation. Он также сдал в аренду заповедник Элк-Хиллз Эдварду Доэни из Панамериканской нефтяной и транспортной компании. Оба договора аренды были заключены без проведения конкурсных торгов, но это было законно в соответствии с законом об аренде полезных ископаемых.
Условия аренды были очень выгодными для нефтяных компаний, что тайно сделало Фолла богатым человеком. Фолл получил беспроцентный займ от Доэни в размере 100 000 долларов (что эквивалентно 1,64 миллионам долларов в 2022 году) в ноябре 1921 года. Он получил другие подарки от Доэни и Синклера на общую сумму около 404 000 долларов (что эквивалентно 6,63 миллионам долларов в 2022 году). Хотя договоры аренды были законными, эти сделки таковыми не являлись. Фолл пытался сохранить сделку в секрете, но внезапное улучшение его уровня жизни вызвало подозрения. Например, он заплатил налоги со своего ранчо, которые были просрочены на целых 10 лет. Американский юрист Карлтон Мейги, написав об этом внезапном обогащении, привлёк к нему внимание сенатского расследования.

## Расследование и итоги

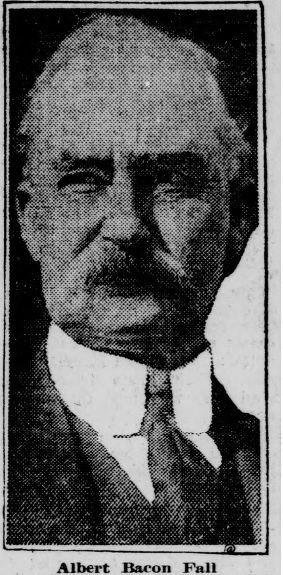
Элберт Фолл

В апреле 1922 года нефтяной посредник из Вайоминга написал своему сенатору Джону Кендрику письмо, в котором с возмущением констатировал, что Синклеру был предоставлен контракт по нефтеносным землям в рамках секретной сделки. Кендрик не ответил, но два дня спустя, 15 апреля, он представил резолюцию, призывающую к расследованию сделки. Сенатор-республиканец Роберт Ла-Фоллетт-старший от Висконсина возглавил расследование Сенатского комитета по общественным землям. Сначала Ла-Фоллетт считал Фолла невиновным. Однако его подозрения возникли после того, как был разграблен его собственный кабинет в здании Сената.
Самое длительное расследование провёл сенатор-демократ Томас Уолш. В течение двух лет Уолш продвигался вперёд, в то время как Фолл отступал, заметая по ходу дела следы. Изначально не было обнаружено никаких доказательств нарушений, поскольку договоры аренды были достаточно законными, но записи продолжали таинственным образом исчезать. К 1924 году оставался без ответа вопрос, как Фолл так быстро и легко разбогател.
Деньги от взяток пошли на скотоводческое ранчо Фолла и инвестиции в его бизнес. Когда расследование подходило к концу, а Фолл был явно невиновен, Уолш обнаружил улику, которую Фолл не смог скрыть: ссуду в размере 100 000 долларов, полученную от Доэни. Это открытие вызвало скандал. Гражданские и уголовные иски, связанные со скандалом, продолжались на протяжении 1920-х годов. В 1927 году Верховный суд США постановил, что договоры аренды нефти были получены незаконным путем. Суд признал недействительной аренду Элк-Хиллз в феврале 1927 года, а аренду «Типот Доум» — в октябре. Оба резерва были возвращены военно-морскому флоту.
В 1929 году Фолл был признан виновным в получении взяток от Доэни. В 1930 году, в противовес этому, Доэни был оправдан за дачу взяток Фоллу. И вдобавок, компания Доэни наложила взыскание на дом Фолла в бассейне Туларозы, из-за «невыплаченных кредитов», которые оказались той самой взяткой в 100 000 долларов. Синклер отсидел шесть месяцев в тюрьме по обвинению в манипулировании присяжными.
Хотя на Фолла легла вся ответственность в этом скандале, репутация Гардинга была надолго запятнана из-за его связей с неподходящими людьми. Доказательства вины Фолла появились только после смерти Гардинга в 1923 году.
Нефтяное месторождение «Типот Доум» простаивало 49 лет, но в 1976 году добыча возобновилась. После того, как оно дало более 569 миллионов долларов дохода от 22 миллионов баррелей (3 500 000 куб. метров) нефти, добытой за 39 лет, в феврале 2015 года Министерство энергетики США продало его за 45 миллионов долларов нью-йоркской Stranded Oil Resources Corp.

## Наследие
Постановление Верховного суда в 1927 году по делу «Мак-Грейн против Догерти» впервые прямо установило, что Конгресс имеет право принуждать к даче показаний.
В ответ на скандал Закон о доходах, принятый в 1924 году, предоставил право председателю Комитета Палаты Представителей США по путям и средствам получать налоговые отчёты любого налогоплательщика. Федеральный закон о коррупции, регулирующий финансирование предвыборной кампании, был ужесточён в 1925 году.

## Аналогии
Скандал с «Типот Доум» исторически считается в США худшим скандалом, показав «высший балл» коррупции в Правительстве. Его часто используют в качестве ориентира для сравнения с последующими скандалами. В частности, его сравнивали с Уотергейтским скандалом, в котором член Кабинета, Генеральный прокурор США Джон Митчелл попал в тюрьму, став в американской истории вторым фигурантом уголовного дела против члена Правительства после Фолла и признанного виновным.